# Nhân khẩu Peru

Bản đồ dân số Peru (theo từng vùng).

Với dân số khoảng 28 triệu người (thống kê năm 2007), Peru là quốc gia đông dân thứ tư ở Nam Mỹ. Từ năm 1950 đến 2000, tốc độ tăng dân số của đất nước đã giảm từ 2,6% xuống còn 1,6%, năm 2050, dân số ước tính sẽ đạt 42 triệu người. Tính đến năm 2005, 72,6% dân số sống ở khu vực thành thị và 27,4% sống ở vùng ngoại ô.
1993 điều tra dân số hơn 200.000 thành phố Lima, Arequipa, Trujillo, Chiclayo, Piura, Iquitos, Chimbote, Cusco và Huancayo.
Peru là một quốc gia đa sắc tộc, là sự hợp nhất của các nhóm dân tộc khác nhau trong năm thế kỷ qua. Người da đỏ đã sống ở vùng đất Peru hàng ngàn năm trước thời thuộc địa Tây Ban Nha, nhưng dân số của họ đã giảm từ ước tính khoảng 9 triệu vào những năm 1520 xuống còn 600.000 vào năm 1620 do sự lây lan của các bệnh truyền nhiễm.  Trong thời Tây Ban Nha và châu Phi và chế độ thuộc địa, có một dòng người lớn và hội nhập với thổ dân. Sau khi Peru độc lập, những người nhập cư châu Âu từ Anh, Pháp, Đức, Ý và Tây Ban Nha dần dần định cư. Sau khi xóa bỏ chế độ nô lệ, người Trung Quốc bắt đầu làm việc tại quốc gia này vào những năm 1850 và trở thành một nhóm có ảnh hưởng hơn. Những người nhập cư khác bao gồm người Ả Rập và Nhật Bản.
Cậu bé đến từ Cusco
Năm 1993, ngôn ngữ chính của Peru, tiếng Tây Ban Nha, là ngôn ngữ đầu tiên của 80,3% người Peru trên 5 tuổi. Một số ngôn ngữ Anh điêng phổ biến ở một số khu vực, trong đó quan trọng nhất là tiếng Quechua và 16,5% dân số là ngôn ngữ đầu tiên. 3% và 0,2% người Peru tương ứng có ngôn ngữ bản địa và ngoại ngữ khác là ngôn ngữ đầu tiên của họ. Theo kết quả của cuộc điều tra dân số năm 1993, 89% dân số tự gọi mình là người Công giáo, 6,7% là tín đồ truyền giáo, 2,6% là tín đồ tôn giáo khác và 1,4% là người không theo tôn giáo. Tỷ lệ biết chữ được ước tính là 88,9% trong năm 2005, tỷ lệ biết chữ của dân cư ngoại thành và thành thị lần lượt là 76,1% và 94,8%. Peru có giáo dục tiểu học và trung học bắt buộc, và các trường công lập cung cấp giáo dục miễn phí.

## Thành phần sắc tộc
Peru là một quốc gia đa sắc tộc được hình thành bởi sự kết hợp của các nhóm khác nhau trong năm thế kỷ. Thổ dân châu Mỹ sinh sống trên lãnh thổ Peru vài nghìn năm trước cuộc chinh phạt của Tây Ban Nha vào thế kỷ 16. Dân số của nó giảm từ khoảng 9.000.000 vào năm 1520 xuống còn khoảng 600.000 vào năm 1620 chủ yếu là do các bệnh truyền nhiễm.
Đế chế Inca khổng lồ dễ dàng bị lật đổ bởi một nhóm gồm hai trăm người Tây Ban Nha, do sự phân tầng xã hội cứng nhắc của nó bị chi phối bởi một tầng lớp quý tộc hẹp, dễ bị thay thế bởi một tầng lớp khác, phục vụ cho người Tây Ban Nha. Và cũng bởi sự bất lực của việc tự vệ điển hình của các xã hội chuyên chế. Hàng thế kỷ kỷ luật phân cấp cứng nhắc đã tạo ra ở vùng Inca một lớp lớn nông dân phục tùng, thông qua mita, bắt đầu đệ trình cho thực dân. Quá trình này đã làm tăng dân số Andean và do đó, dân số Peru. Darcy Ribeiro chia dân số Andean thành các phân khúc sau:
- Người da trắng theo định nghĩa: lớp mestizo nhỏ của tầng lớp trung lưu và thượng lưu. Mặc dù họ chủ yếu là người da trắng với người Anh điêng, vì họ nắm quyền lực chính trị và kinh tế và có nhiều phong tục châu Âu hóa, họ tạo thành phân khúc tự định nghĩa là "trắng".
- Cholo: Ladino strata, chủ yếu là người bản địa theo quan điểm chủng tộc, nhưng văn hóa bị phân rã và hòa nhập vào xã hội do quá trình Tây Ban Nha hóa lớn hơn. Họ nói chung là song ngữ, nói tiếng Tây Ban Nha và một số ngôn ngữ bản địa. Chiếm ưu thế trong các thành phố và trang trại ven biển.
- Người Anh điêng: chiếm ưu thế trong nội địa của đất nước. Họ giữ lại nhiều yếu tố của văn hóa gốc, mặc dù chính họ đã bị ảnh hưởng bởi châu Âu và quá trình thay đổi văn hóa của chính họ. Họ tự phân biệt với người Cholo bởi chủ nghĩa bảo thủ văn hóa lớn hơn, ít tham gia vào xã hội quốc gia, tình trạng chung của người mù chữ và sự tập trung cao hơn của họ vào môi trường nông thôn. Họ nói chủ yếu là ngôn ngữ bản địa và một phần đáng kể không nói tiếng Tây Ban Nha.
- Một tầng ladino khác: phân biệt với người Cholo bằng cách chủ yếu là đơn ngữ trong tiếng Tây Ban Nha. Nó bao gồm một tầng đô thị và một đội ngũ nông thôn. Nó được hình thành bởi mestizo của hỗn hợp phụ nữ bản địa và người chola với hậu duệ của nô lệ da đen và người nhập cư châu Á, Trung Quốc và Nhật Bản, cũng như một số người da trắng. Vì các nhóm này có số lượng ít và chủ yếu là nam giới, họ nhanh chóng tan rã trong dân chúng, nhưng họ đã in dấu sự phân biệt chủng tộc của yếu tố bản địa, như trường hợp của hậu duệ mestizo của Nhật Bản. Năm 1994, Peru đã ký và phê chuẩn luật pháp quốc tế hiện hành về người bản địa, Công ước về người bản địa và bộ lạc, 1989. Người Tây Ban Nha và người châu Phi đến với số lượng lớn trong thời kỳ thuộc địa, pha trộn nhiều với nhau và với người bản địa bản địa.

Sau khi giành độc lập, đã có một cuộc di dân châu Âu dần dần từ Anh, Pháp, Đức, Ý, Balkan và tất nhiên là từ Tây Ban Nha. Peru cũng có thuộc địa lớn nhất của người Hoa và cộng đồng người Nhật lớn thứ hai sau Brazil ở Nam Mỹ. Người Trung Quốc vào những năm 1850 như một sự thay thế cho lao động nô lệ và từ đó trở thành một ảnh hưởng lớn đối với xã hội Tiếng Peru Một nhóm nhỏ người nhập cư Ả Rập cũng đã đến nước này.
Theo một nghiên cứu di truyền về DNA tự động, được thực hiện vào năm 2008 bởi Đại học Brasus (UnB), dân số Peru như sau: 73% bản địa, 15,10% đóng góp của châu Âu và 11,90% đóng góp của châu Phi.

## Ngôn ngữ
Năm 2007, tiếng Tây Ban Nha là ngôn ngữ đầu tiên của 83,9% người Peru từ năm tuổi, là ngôn ngữ chính của đất nước. Nó cùng tồn tại với một số ngôn ngữ bản địa, trong đó quan trọng nhất là Quechua, được sử dụng bởi 13,2% dân số. Các ngôn ngữ bản địa và tiếng nước ngoài khác được sử dụng lần lượt bằng 2,7% và 0,1% của người Peru.
Peru là quốc gia gốc của ngôn ngữ của người Inca, Quechua, được nói chủ yếu ở dãy núi. Ngôn ngữ Quechua của Peru có phần khác biệt so với các quốc gia Andean khác. Các Aymara được nói ở vùng cao nguyên Peru. Ở Peru, các ngôn ngữ thiểu số khác cũng được sử dụng; giống như gần 100 ngôn ngữ bản địa được nói ở vùng sâu vùng xa và các ngôn ngữ khác được người nhập cư và con cháu của họ sử dụng. Có cộng đồng người Hoa có ý nghĩa nói đến nhau những Trung Quốc.

## Tôn giáo
Theo hiến pháp Peru, Giáo hội và Nhà nước chính thức được tách ra, với Peru là một nhà nước thế tục chính thức. Luật pháp nghiêm cấm mọi loại không khoan dung tôn giáo, tuy nhiên, Giáo hội Công giáo được hưởng một địa vị đặc quyền.
Các Công giáo La Mã là đức tin chủ yếu ở Peru; theo điều tra dân số năm 2007, 81,3% dân số trong 12 năm được mô tả là người Công giáo, 12,5% truyền giáo, 3,3% theo các giáo phái khác và 2,9% là không theo tôn giáo.